# Writer
Writer é um processador de texto multiplataforma de código aberto, originalmente desenvolvido pela Sun Microsystems e atualmente pela The Document Foundation, como parte da suíte LibreOffice. Também é distribuído gratuitamente nas suítes OpenOffice.org e NeoOffice.

## Formatos
É compatível com a maioria dos programas similares, como o Microsoft Word e o WordPerfect, podendo exportar nativamente nos formatos HTML, XML e PDF. Ele consegue abrir os arquivos mais recentes do MS-Word como o .docx e outros, no entanto o seu padrão é gravar em ODT.

## Recursos
O Writer tem suporte à criação de etiquetas, imagens, objetos OLE, assinaturas digitais, hiperlinks, formulários, marcadores e folhas de estilo, assim como a macros, que podem ser escritas em JavaScript, Perl, Python ou Basic. Também tem suporte a senhas e gravações do mesmo documento.